# Aldo Vollono
Aldo Vollono (Génova, Provincia de Génova, Italia, 3 de agosto de 1906 - Brunate, Provincia de Como, Italia, 5 de junio de 1946) fue un futbolista italiano. Se desempeñaba en la posición de defensa.

## Clubes
| Club            | País    | Año         |
| --------------- | ------- | ----------- |
| U. S. Triestina | Italia  | 1928 - 1930 |
| Juventus F. C.  | Italia  | 1930 - 1931 |
| U. S. Triestina | Italia  | 1931 - 1932 |
| A. S. Bari      | Italia  | 1932 - 1933 |
| F. C. Antibes   | Francia | 1933 - 1934 |

## Palmarés

### Campeonatos nacionales
| Título  | Club           | País   | Año     |
| ------- | -------------- | ------ | ------- |
| Serie A | Juventus F. C. | Italia | 1930-31 |